# Brent Cross
Das Brent Cross (auch als Brent X bekannt) war das erste Einkaufszentrum seiner Art im Vereinigten Königreich. Es befindet sich im London Borough of Barnet und ist nach dem Brent, einem Nebenfluss der Themse benannt.

## Geschichte
Das Brent Cross wurde 1976 eröffnet und war zu seiner Zeit das erste große Einkaufszentrum im Vereinigten Königreich. Man wollte die Annahme durch die Bevölkerung testen. Bei seiner Konstruktion hatte es die Form eines I. Durch spätere Erweiterungen, die 1995 begannen, bekam es schließlich die Form eines T. Obwohl es im Vergleich zu moderneren Einkaufszentren klein ist, gibt es immer wieder Interessenten.
Da es in einem Ballungsgebiet errichtet wurde, kann es nicht erweitert werden. Jedoch gibt es seit Anfang 2005 Bestrebungen, anliegende Bürogebäude zugunsten einer Erweiterung des Brent Cross abzureißen. Am 1. Januar 2002 wurde das Rauchen im Gebäude verboten.

## Verkehrsanbindung
Die nächstgelegene Station der London Underground ist die Brent Cross tube station, die vor der Eröffnung des Brent Cross nur Brent hieß. Die Northern Line fährt diese Strecke. Von dort sind es noch etwa 10 Minuten zum Brent Cross. Dieselbe Strecke ist es jedoch auch von der Station Hendon Central. Der Weg von den Stationen zum Einkaufszentrum ist durch einige Autobahnen, die das Gebiet durchqueren, erschwert. Trotz ihrer Namen befinden sich auch die U-Bahn-Stationen nicht im London Borough of Brent.
Neben den U-Bahn-Stationen besitzt das Zentrum auch eine eigene 24 Stunden geöffnete Bushaltestelle, die von 13 Routen angefahren wird. Die Routen führen nach Nord London und in das West End.

## Trivia
Als einige Szenen für den James Bond Film Der Morgen stirbt nie neu gedreht wurden, diente der dortige Parkplatz als Kulisse. Um Einkäufer vor den Geräuschen von Pistolen und Explosionen zu warnen, wurden Warnschilder aufgestellt.